# Kegelprojectie

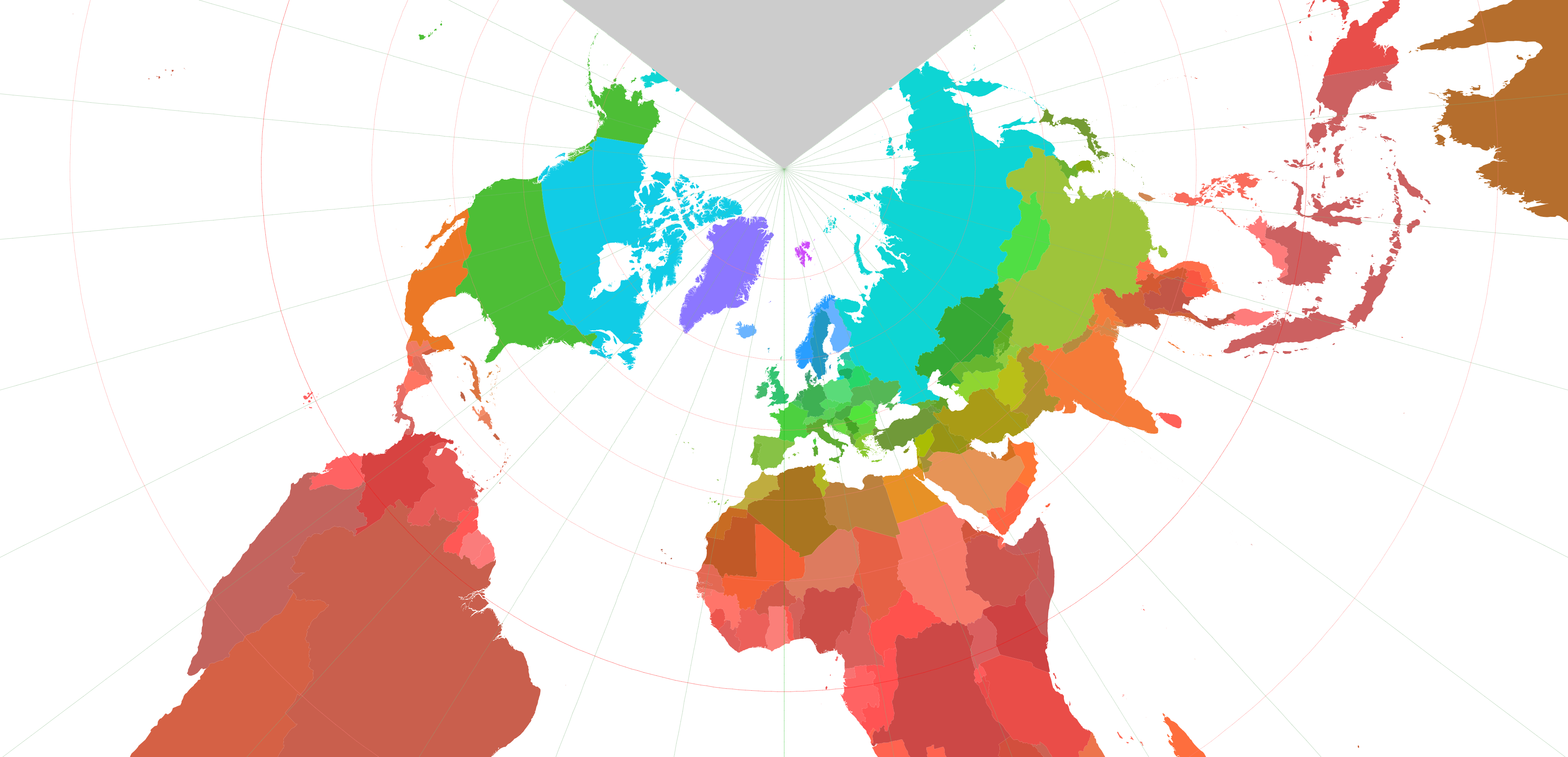
Kegelprojectie met één afstandware parallel (45 graden noorderbreedte); het zuidelijk halfrond komt slechts gedeeltelijk en bovendien sterk vervormd in beeld

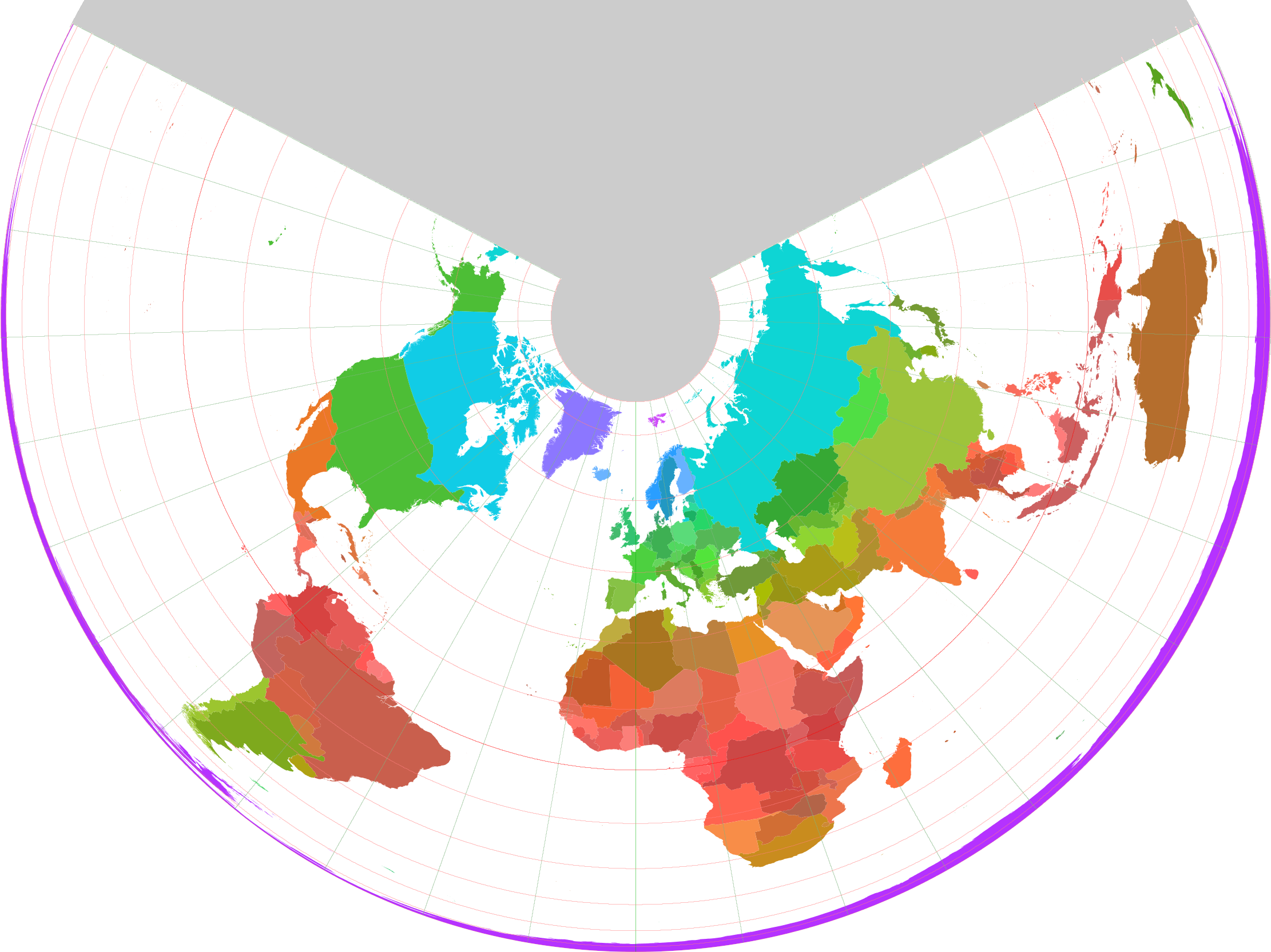
Staatkundige kaart van de Wereld in de oppervlaktegetrouwe kegelprojectie van Albers

Een kegelprojectie is in de cartografie een ('echte', d.i. meetkundige, of 'onechte') projectie die verkregen wordt door het oppervlak van een bol af te beelden op een kegel, en deze af te wikkelen, zodat een sector van een cirkelring, of bij een onbegrensde kaart, een sector van het vlak (al of niet met uitsparing van een binnencirkelsector) ontstaat, waarbij de twee radiale randen op elkaar aansluiten. 
Bij de kegelprojectie is er een centraal punt op het oppervlak van de bol (bij een 'echte' projectie het punt onder de top van de kegel). Bij de beschrijving hieronder wordt ervan uitgegaan dat het gaat om de Aarde en dit punt de noordpool is, maar mutatis mutandis geldt alles ook voor een andere bol en/of ander centraal punt.
Meridianen worden afgebeeld als rechte lijnstukken (of bij een onbegrensde kaart halfrechten) waarvan het verlengde door het middelpunt van de cirkelring gaat. Een gebied van een lengtegraad breed wordt afgebeeld op een sector die evenredig kleiner is dan een graad, 1/360 van de hele sector waar de kaart uit bestaat. Parallellen worden afgebeeld als concentrische cirkelbogen. De noordpool wordt afgebeeld als de binnencirkelboog.
Een bijzonder geval is dat de binnencirkelboog één punt is en de kaart dus de vorm heeft van een cirkelsector.
De azimutale projectie kan gezien worden als daar weer een bijzonder geval van, waarbij de kaart een hele cirkelschijf is (of bij een onbegrensde kaart het hele vlak).
De cilinderprojectie kan worden beschouwd als een limietgeval van de kegelprojectie, waarbij het middelpunt van de cirkelbogen naar oneindig gaat, en de sectorhoek die de kaart beslaat naar nul.
De keuze van de sectorhoek geeft een extra vrijheidsgraad, die bijvoorbeeld bij de oppervlaktegetrouwe kegelprojectie de keuze van twee parallellen met hoekgetrouwheid mogelijk maakt (in plaats van één, zoals bij de oppervlaktegetrouwe cilinderprojectie).

## Geschiedenis
Gedurende zijn leven tussen het jaar 100 en- 178 ontwikkelde Claudius Ptolemaeus twee kegelprojecties als meer oppervlaktegetrouw antwoord op de kaarten met rechthoekig graadnet van Marinus van Tyrus. Ptolemaeus' eerste projectie is een orthografische kegelprojectie met twee afstandsware parallellen: de evenaar en de parallel van Thule. Zijn tweede projectie heeft 5 afstandsware parallellen, de meridianen zijn daar krommen.